# Ricardo Bassi
Ricardo Alberto Bassi (1903-desconocido) fue un abogado y político argentino, que se desempeñó senador nacional por la Capital Federal entre 1963 y 1966.

## Biografía
Nació en 1903. Se recibió de abogado en la Facultad de Derecho y Ciencias Sociales de la Universidad de Buenos Aires en 1923. Se desempeñó como juez en lo civil.
En política, adhirió a la Unión Cívica Radical del Pueblo (UCRP). Fue convencional constituyente en la reforma constitucional de 1957.

### Senador nacional
En 1963 fue elegido senador nacional por la Capital Federal. Allí presidió la Comisión de Asuntos Constitucionales, Administrativos y Municipales.
En junio de 1964, junto con los senadores Ernesto N. Acuña, Ramón Edgardo Acuña, Adolfo A. Barbich yLucio José Martínez Garbino, presentaron un proyecto de resolución para declarar «persona non grata» al embajador de Estados Unidos Robert M. McClintock, acusándolo de ser un «exponente» de la «política del Garrote» y entrometerse «en las intimidades de nuestra vida interna». El embajador había advertido a la prensa argentina sobre efectos negativos en las inversiones de Estados Unidos, como consecuencia de las anulaciones de contratos con petroleras estadounidenses por parte del gobierno de Arturo Illia.
En septiembre de 1965 renunció al bloque de la UCRP, junto con el senador catamarqueño Ramón Edgardo Acuña, por no estar de acuerdo con elevar la cuota argentina ante el Fondo Monetario Internacional (FMI). Tras ello, ambos senadores presentaron un proyecto de ley propiciando que Argentina se desafiliara del FMI, del Banco Internacional de Reconstrucción y Fomento (BIRF) y la Corporación Financiera Internacional. Bassi era opositor al ingreso de capitales extranjeros, rechazando que el gobierno de Illia negociara con las entidades crediticias internacionales.
No pudo finalizar su mandato en el Senado, que se extendía hasta 1972, por el golpe de Estado de junio de 1966.